# Хамада (пустыня)

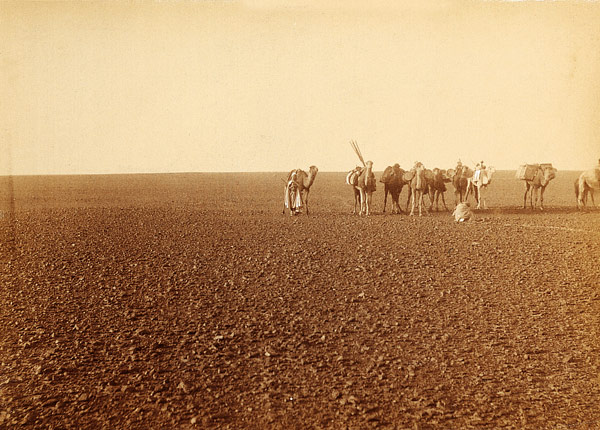
«Черная» хамада в Тадемайте (Алжир).

Хама́да, хамма́да, гама́да (араб. حمادة‎) — тип пустынного ландшафта, состоящий из высоких, в основном бесплодных, твёрдых каменистых плато, где большая часть песка была удалена в результате эолового процесса. Большая часть Сахары и пустыня Негев в Израиле представляет собой хамаду. Поверхность хамад почти всегда каменистая и полностью лишена растительности.
Хамады создаются эоловым процессом дефляции — ветровым удалением мелкозернистых продуктов разрушения каменных массивов. Самые мелкие частицы удаляются во взвешенном состоянии, а песок удаляется путём сальтации и ползучести поверхности. В результате формируется ландшафт из гравия, валунов и каменистой поверхности.
Поверхность хамады напоминает другие каменистые пустынные покрытия (реги, сериры, гибберы или саи), которые встречается в виде равнин или впадин, покрытых гравием или валунами, а не в виде высокогорных плато. В отличие от хамады, эрги представляют собой большие области подвижных песчаных дюн.